# 四甲基乙二胺
四甲基乙二胺（TMEDA、TEMED），一种有机化合物，分子式 (CH3)2NCH2CH2N(CH3)2。它是由乙二胺所衍生出的一种化合物，即四个NH氢原子被四个甲基替换而得。该化合物为一种无色液体，长期存放可泛黄色，具有类似于腐败鱼肉的气味。

## 性质

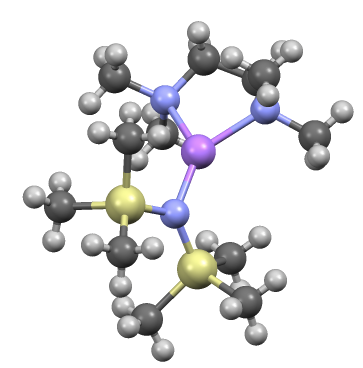
TEMED與二(三甲基矽基)氨基鋰加合。注意二(三甲基矽基)氨基鋰為雙齒加合物

无色有难闻腥味的液体。

## 用途

### 作为合成试剂
TMEDA 广泛用作金属离子的配体。可与许多金属卤化物（如氯化锌、碘化亚铜）生成稳定、易溶于有机溶剂中的配合物，其中TMEDA为双齿配位。
TMEDA 对锂离子有特殊的亲和性， 可使丁基锂解聚，活性增加。BuLi/TMEDA 可与许多底物（如苯、呋喃、噻吩、N-烷基吡咯、二茂铁）发生锂化反应（甚至是双锂化）。 许多有机金属配阴离子已以其 [Li(tmeda)2]+ 盐的形式分离出来， 其中 [Li(tmeda)2]+ 类似季铵离子如 [NEt4]+。

### 其他用途
与过硫酸铵连用催化丙烯酰胺的聚合，制取在凝胶电泳用于分离蛋白质或核酸的聚丙烯酰胺凝胶。经典用量是 0.1-0.2% v/v TMEDA，实际用量随方法不同有差异。